# Le Cavalier de la mort
Pour plus de détails, voir Fiche technique et Distribution.
Le Cavalier de la mort (titre original : Man in the Saddle) est un film américain réalisé par André de Toth, sorti en 1951 aux États-Unis.

## Synopsis
Owen Merritt, petit propriétaire d'un ranch, se fait voler la femme qu'il aime par un important propriétaire terrien, Will Isham. Mais quand celui-ci apprend que c'est un mariage d'intérêt, il décide de se débarrasser définitivement de celui qui reste son rival. Merritt ne réagit pas, jusqu'au jour où ses deux amis et associés sont assassinés par l'homme de main de Isham.

## Fiche technique
- Titre original : Man in the Saddle
- Réalisateur : André de Toth
- Scénario : Kenneth Gamet, d'après la nouvelle Man in the Saddle d'Ernest Haycox, parue en 1938.
- Photographie : Charles Lawton Jr.
- Montage : Charles Nelson
- Musique : George Duning
- Direction artistique : George Brooks
- Décors : Frank Tuttle
- Producteur : Harry Joe Brown
- Producteur associé : Randolph Scott
- Société de production : Columbia Pictures, Scott-Brown Productions
- Société de distribution :  Columbia Pictures
- Pays de production :   États-Unis
- Langue :  anglais
- Format : couleur (Technicolor) — 35 mm — 1,37:1 — Son : Mono
- Genre : western
- Durée : 87 minutes (1 h 27)
- Dates de sortie : 
  - États-Unis : 2 décembre 1951
  - Royaume-Uni : 18 juillet 1952
  - France : 20 mars 1953

## Distribution
- Randolph Scott (VF : Marc Valbel) : Owen Merritt
- Joan Leslie (VF : Jacqueline Ferrière) : Laurie Bidwell Isham
- Alexander Knox (VF : Lucien Bryonne) : Will Isham
- Ellen Drew (VF : Claire Guibert) : Nan Melotte
- Richard Rober (VF : Jacques Beauchey) : Fay Dutcher
- John Russell (VF : Yvon Cazeneuve) : Hugh Clagg
- Alfonso Bedoya (VF : Marcel Painvin) : Cultus Charley
- Clem Bevans (VF : Paul Villé) : Pay Lankershim
- Cameron Mitchell (VF : Guy Loriquet) : George Vird
- Richard Crane : Juke Vird
- Frank Sully (VF : Jean Daurand) : Lee Repp

Acteurs non crédités
- Don Beddoe (VF : Paul Amiot) : Love Bidwell
- John Crawford : un cavalier d'Isham
- Frank Hagney : Ned Bale
- G. Raymond Nye : un villageois
- George D. Wallace : un cavalier